# 張翼 (成化進士)
張翼（15世紀—16世紀），山西汾州直隸州介休縣人，明朝政治人物。

## 生平
張翼是成化十三年（1477年）山西鄉試舉人，成化二十年（1484年）成進士，獲授刑部主事，歷任員外郎、郎中有清望，外任保寧知府，到弘治十六年（1503年）陞四川整飭松潘道兵備副使，正德元年（1506年）因撫諭外族有功陞一級為四川右參政。
之後張翼調任貴州和湖廣右參政，正德四年（1509年）擢右僉都御史巡撫甘肅，獲功十六次，到八年（1513年）因和僉事張璡互相訐奏被召入朝，很快因養病辭官，朝廷不再追究其罪。

## 引用
1. 1 2  嘉慶《介休縣志·卷九·人物》：張翼，成化甲辰進士，授刑部主事，厯員外、郎中，出為四川保寧府知府，遷本省兵備副使，貴州、湖廣參政，擢右僉都御史巡撫甘肅，尋召入理院事。翼性耿介，不妄取予，釋褐後翔步郎署，清望最著；為副憲日羗人屢肆刼掠，督兵剿除，餘眾悉讋伏，在甘肅日殫心體國，獲功一十六次，比掌臺端風采凜凜，未幾告歸卒。
2. ↑  嘉慶《介休縣志·卷六·選舉》：丁酉科 成化十三年（舉人）……張翼 詳進士……甲辰科李旻榜 成化二十年（進士）……張翼 厯官甘肅巡撫，有傳
3. ↑  《明孝宗敬皇帝實錄·卷二百六》：（弘治十六年十二月丙午）先是松潘番賊攻殺指揮王𥛚，千戶朱鎧等守臣劾奏分守副總兵韓雄、兵備按察司副使郝天成失於防禦，得旨下廵按御史逮問，命燕山左衞署都指揮僉事趙魯充副總兵，陞四川保寧府知府張翼為按察司副使代之。
4. ↑  《明武宗毅皇帝實錄·卷十》：（正德元年二月）丁卯陞四川按察司整飭松潘兵備副使張翼為四川布政司右參政，仍莅舊任。翼以撫諭番族有功，擬陞一級，兵部言翼遽改遷，恐難終前功，故也。
5. ↑  《明武宗毅皇帝實錄·卷五十四》：（正德四年九月）乙巳陞湖廣右參政張翼為都察院右僉都御史廵撫甘肅等處。
6. ↑  《明武宗毅皇帝實錄·卷九十九》：（正德八年四月）戊午陞陜西布政司右布政使趙鑑為都察院右副都御史，廵撫甘肅地方。時都御史張翼與僉事張璡訐奏，遣給事中邵錫等往勘，且代翼還，故有是命。
7. ↑  《明武宗毅皇帝實錄·卷一百十八》：（正德九年十一月癸酉）勒陜西按察司僉事張璡為民。始璡與都御史張翼訐奏，遣給事中邵錫、刑部郎中閔槐、錦衣衛千戶周衷勘之，時廵按御史成文亦劾翼失事冐功，翼疑璡與父同鄉有私，伺璡遣人如文所執而脅之，俾首所餽文金錢狀，又慮其人不承厚賜，以結之即以奏聞，併下錫等案騐皆誣，錫等還報復，下璡詔獄與文面質詞不異，璡竟坐黜為民，而翼以養病去不復究。